# Kanton La Rochelle-2
Kanton La Rochelle-2 (fr. Canton de La Rochelle-2) je francouzský kanton v departementu Charente-Maritime v regionu Poitou-Charentes. Kanton tvoří část města La Rochelle.